# Likasaari (ö i Lappland, Kemi-Torneå)
Likasaari är en ö i Finland. Den ligger i Torne älv och i kommunen Torneå i den ekonomiska regionen  Kemi-Torneå  och landskapet Lappland, i den norra delen av landet, 700 km norr om huvudstaden Helsingfors. Öns area är 26,9 hektar och dess största längd är 1,2 kilometer i sydöst-nordvästlig riktning.